# Aéronef de travail agricole

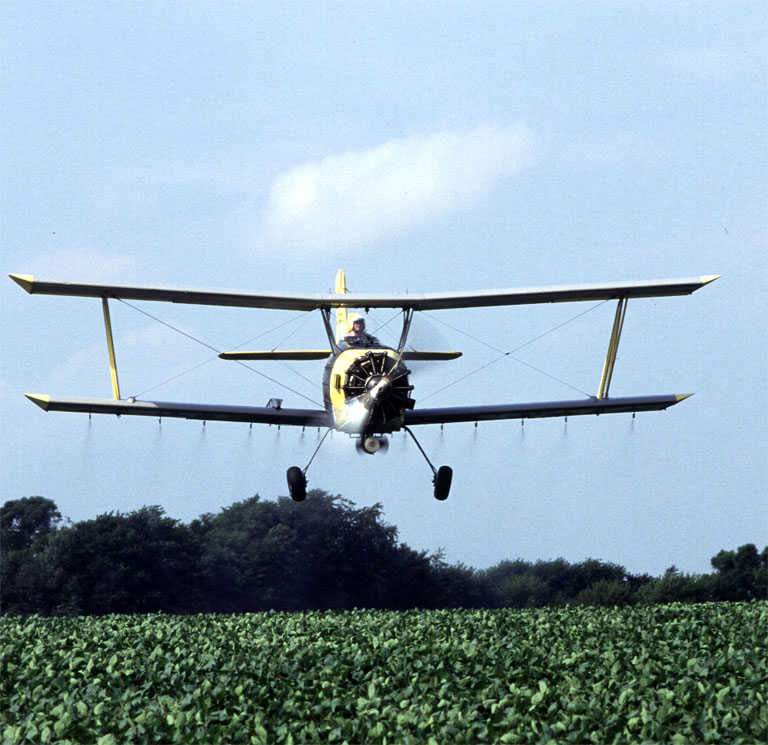
Grumman Ag-Cat

Un aéronef de travail agricole est une machine destinée à des survols de terres agricoles pour des missions d'épandage aérien généralement liées à la protection des cultures. Il peut s'agir d'avions légers ou d'hélicoptères.

## Histoire
Les premiers avions de travail agricole sont apparus dans l'entre-deux-guerres aux États-Unis. Il s'agissait alors principalement de biplans Waco bon marché. Au lendemain de la Seconde Guerre mondiale, l'aviation agricole a connu un regain d'activité avec le développement progressif de l'agriculture intensive, notamment en URSS. Les avions et hélicoptères devaient alors pouvoir épandre sur les terres aussi bien des pesticides que des engrais. Malgré l'évolution technologique du jet, les aéronefs agricoles sont globalement demeurés des machines rustiques, lentes, mais très maniables.

## Caractéristiques techniques
Le pilotage d'aéronefs agricoles nécessite bien souvent de voler près du sol, généralement à moins de cinq mètres d'altitude, tout en évitant les obstacles naturels (arbres, talus, collines...) ou artificiels (lignes électriques, véhicules divers...). En cas d'accident, la majorité des avions spécialement conçus pour cette tâche sont renforcés au niveau du cockpit. Il est à remarquer que depuis les années 1980 la frontière entre avion agricole et bombardiers d'eau légers est très ténue, nombre de ces premiers se retrouvant dans la seconde catégorie.

## Principaux aéronefs agricoles

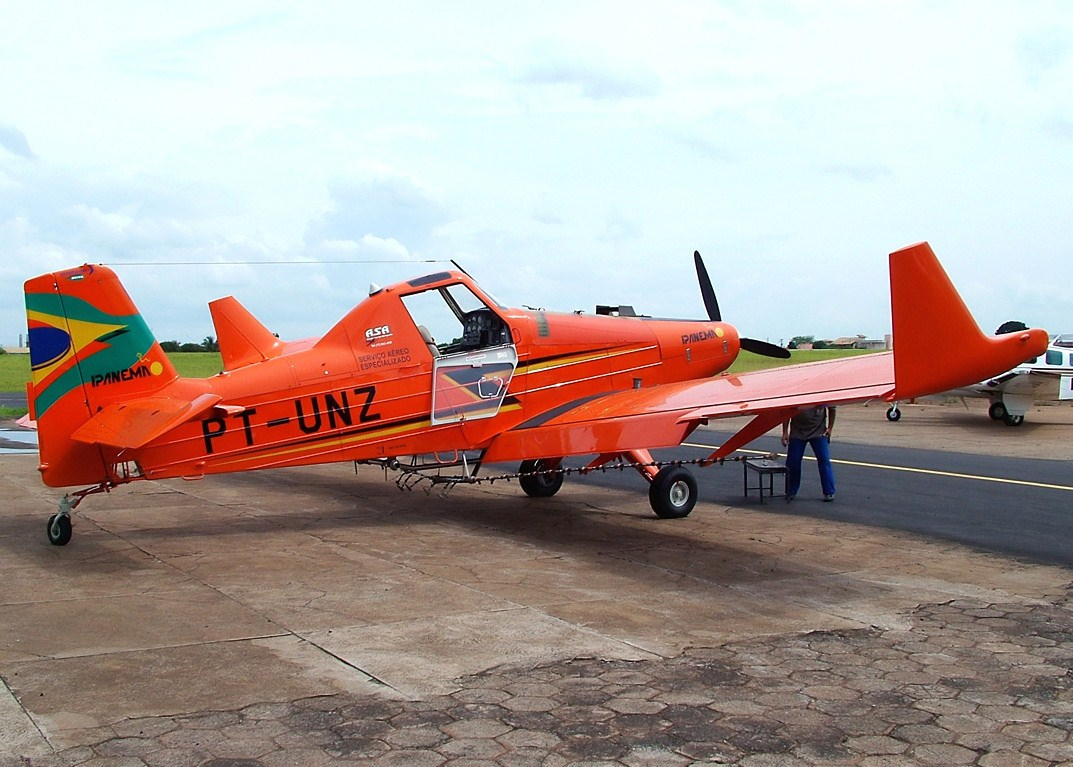
Embraer EMB-202 Ipanema

La liste ci-dessous ne se veut pas exhaustive.
- Australie
  - CAC Ceres,
  - Transavia PL-12 Airtruk,
  - CAC Wackett transformé après la seconde guerre mondiale en Cropmaster KS-2 ou KS3,

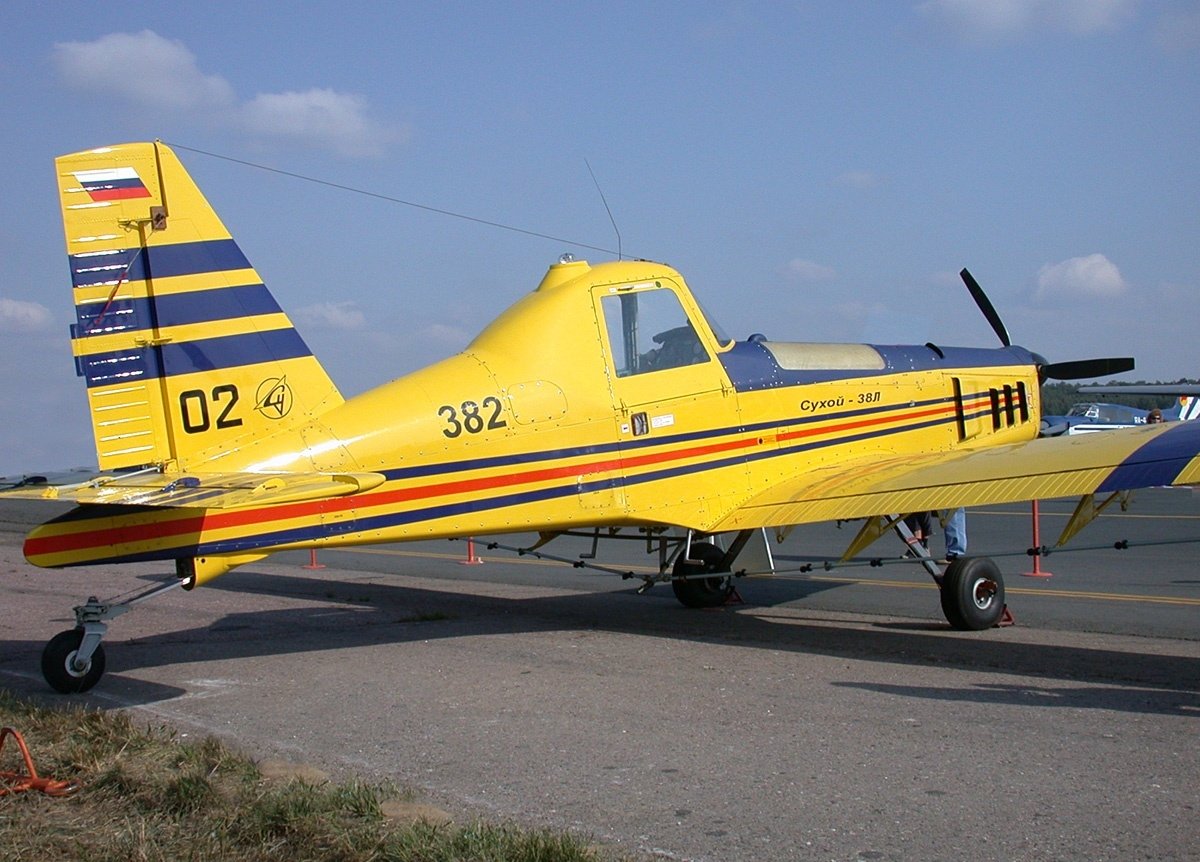
Sukhoi Su-38L

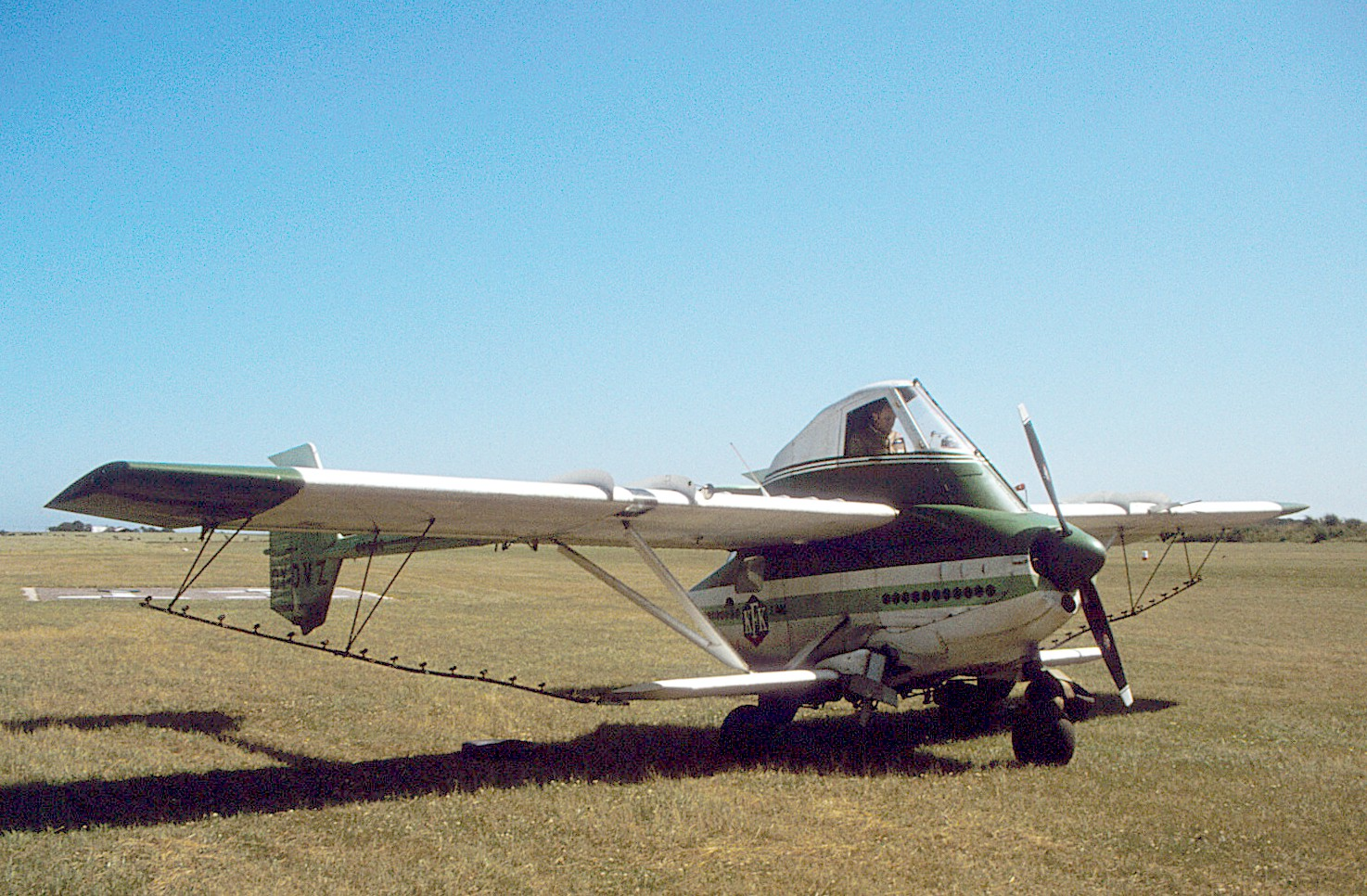
Transavia PL-12 Airtruk

- Brésil
  - Embraer EMB 200 Ipanema,
- Canada
  - DHC Beaver,
- États-Unis
  - Air Tractor AT-300,
  - Bell 47
  - Cessna 188,
  - Grumman Ag-Cat,
  - Hughes 500,
  - Piper PA-25
  - Thrush Commander,
- France
  - SA Alouette II / Lama

- Nouvelle-Zélande
  - Fletcher FU-24 Utility,
- PologneTransavia PL-12 Airtruk
  - PZL M-15 Belphegor,
  - PZL M-18 Dromader,
- Russie
  - Sukhoi Su-38L,
- Suisse
  - Pilatus PC-6
- Tchécoslovaquie
  - Zlín Z-37 Čmelák,
- Union soviétique
  - Antonov An-2,
  - Mil Mi-34,

## Culture populaire
- Dans le film d'Alfred Hitchcock La Mort aux trousses, un biplan d'épandage prend en chasse le personnage incarné par Cary Grant sur une route déserte et au milieu des champs, à quelque distance de Chicago.
- Le personnage incarné par Randy Quaid dans le film de science-fiction Independance Day vole au début du film sur un biplan d'épandage avant de rejoindre les autres protagonistes sur F/A-18 Hornet.
- Au début de Pearl Harbor, on voit le père d'un des deux personnages principaux piloter un biplan de travail agricole.
- Dusty Crophopper, le personnage principal du film Planes, est un épandeur agricole, directement inspiré du Cessna 188.